# ووسوشنا ویلکا
ووسوشنا ویلکا (به لاتین: Łosośna Wielka) یک روستا در لهستان است که در گمینا کوژنگتسا واقع شده‌است.